# Garlède-Mondebat
Garlède-Mondebat es una comuna francesa de la región de Aquitania en el departamento de Pirineos Atlánticos.
El topónimo Garlède-Mondebat fue mencionado por primera vez en el año 1101 con el nombre de Garaleda, 
mientras que Mondebat fue llamado en sus inicios como Monde-Abat y Mondebag.

## Demografía
| 185 | 217 | 376 | 326 | 394 | 269 | 402 | 407 | 367 | 358 | 341 | 328 | 330 | 346 | 304 | 335 | 306 | 325 | 306 | 320 | 266 | 260 | 241 | 233 | 210 | 214 | 206 | 194 | 170 | 175 | 165 | 180 | 188 |
| Para los censos de 1962 a 1999 la población legal corresponde a la población sin duplicidades (Fuente: INSEE [Consultar]) |     |     |     |     |     |     |     |     |     |     |     |     |     |     |     |     |     |     |     |     |     |     |     |     |     |     |     |     |     |     |     |     |